# Rolf-Ernst Breuer
Rolf-Ernst Breuer (Bonn, 3 de noviembre de 1937-22 de mayo de 2024) fue un empresario y abogado alemán. Pasó casi toda su carrera en Deutsche Bank, del que fue director general de 1997 a 2002 y presidente del consejo de supervisión de 2002 a 2006. Se le atribuye la expansión del banco a la importancia internacional. Trabajó en organizaciones financieras, culturales y educativas, especialmente en la Universidad Goethe de Fráncfort.

## Biografía
Nacido en Bonn el 3 de noviembre de 1937, se convirtió en aprendiz en la sucursal de Maguncia del Süddeutsche Bank, institución sucesora del Deutsche Bank después de la Segunda Guerra Mundial. Se dedicó al derecho y a la banca por coincidencia, como dijo en una entrevista alrededor de su 80 cumpleaños; su padre le había recomendado la química, mientras que él estaba interesado en la música y la dirección teatral, pero se dio cuenta de que no tenía el talento suficiente para estos campos. Breuer completó su aprendizaje en la sucursal de Munich en 1958 y luego se restableció como Deutsche Bank. Estudió derecho en la Universidad de Bonn, obteniendo un doctorado.
Realizó prácticas en dos bancos en Londres y París, y regresó al Deutsche Bank en 1966. En 1974 se convirtió en jefe del departamento de existencias de la sede de Fráncfort. Fue miembro de la junta directiva y en 1997 se convirtió en director general, sucediendo a Hilmar Kopper. Permaneció en el cargo hasta 2002 y fue presidente del consejo de supervisión de 2002 a 2006. Durante su etapa al frente del Deutsche Bank, impulsó la internacionalización de la organización y desarrolló actividades en el mercado de capitales. En 1999, Deutsche Bank compró el American Bankers Trust, iniciando una red global. En 2001, las acciones del banco se introdujeron en la Bolsa de Nueva York. En general, el banco experimentó una expansión internacional sustancial bajo su liderazgo.
En una entrevista publicada el 4 de febrero de 2002, Breuer dudaba de la solvencia de Leo Kirch. Cuando el grupo de medios de Kirch, Kirch Group, quebró poco después, Kirch culpó a Breuer y al banco y los demandó. En 2014, tras la muerte de Kirch, finalmente se logró un acuerdo multimillonario con sus herederos.
Breuer estaba interesado en la consolidación de Alemania como mercado financiero, lo que le valió el sobrenombre de Herr Finanzplatz («Sr. Centro Financiero»). Fue presidente del consejo de supervisión de la Deutsche Börse, presidente del consejo de la Bolsa de Fráncfort, iniciador y miembro de la junta directiva del Aktionskreis Finanzplatz y presidente del Bundesverband deutscher Banken.
Breuer estuvo activo en puestos de relevancia cultural y educativa. Fue miembro del consejo de la Universidad Goethe de Fráncfort de 2001 a 2014, desde 2005 como su presidente. En el cargo trabajó por la modernización de la universidad. También fue miembro del consejo de administración de la Escuela de Negocios Goethe de la universidad y de la Casa de Finanzas. Trabajó en el consejo de supervisión y como presidente del comité financiero de la Universitätsklinikum, y estuvo en la junta directiva tanto de la Gesellschaft für Kapitalmarktforschung como del Centro de Estudios Financieros. Fue presidente de la Kulturstiftung der Länder.
Breuer murió el 22 de mayo de 2024, a la edad de 86 años, después de una larga enfermedad.

## Premios
- 2002: Condecoración de Honor por Servicios a la República de Austria [9][11]
- 2020: Senador honorario de la Universidad Goethe de Fráncfort [9][10]